# Laphria huron
Laphria huron är en tvåvingeart som först beskrevs av Stanley Willard Bromley 1929.  Laphria huron ingår i släktet Laphria och familjen rovflugor. Inga underarter finns listade i Catalogue of Life.